# 斐济飲食

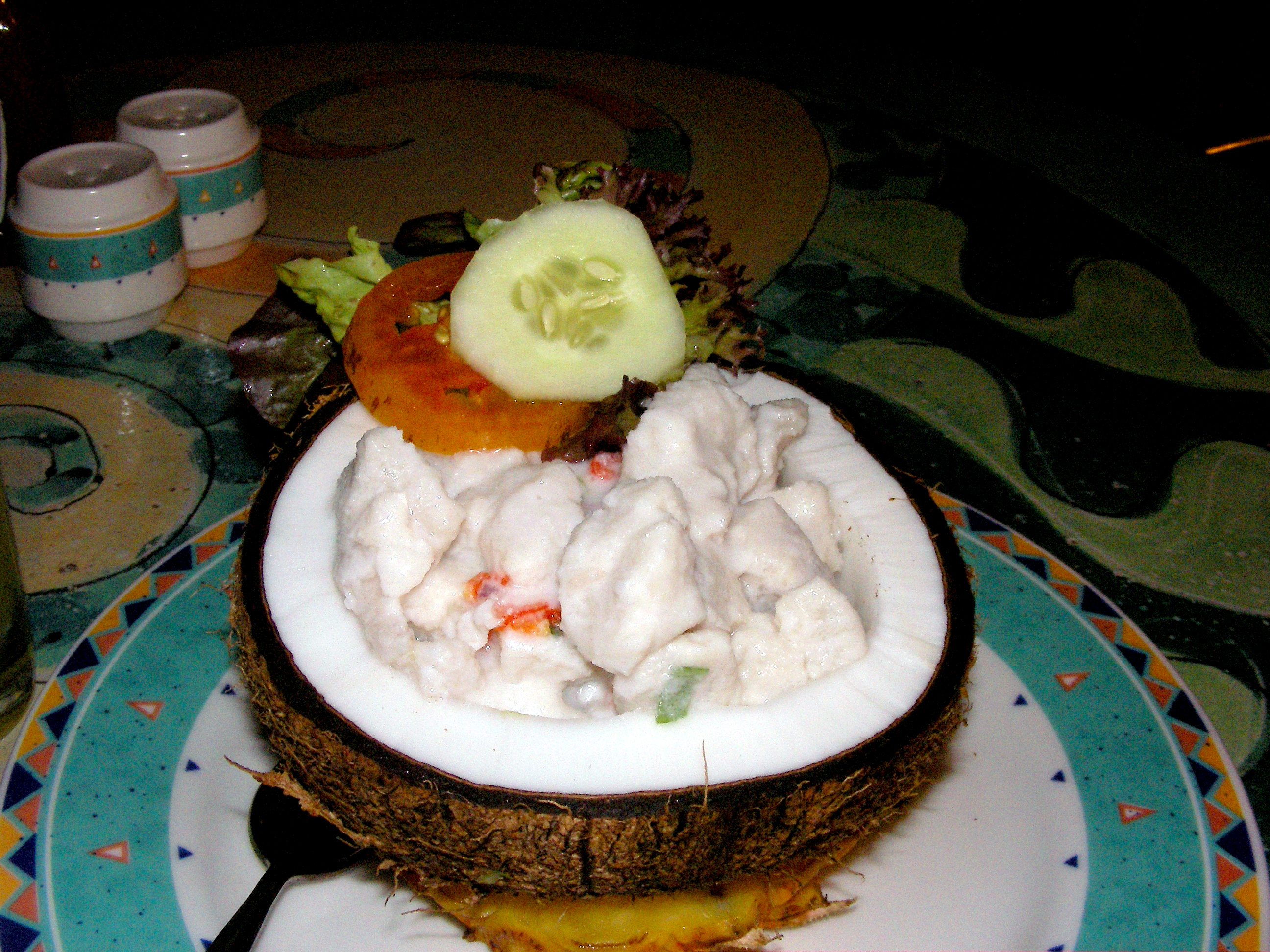
盛在椰子裡的生魚

斐济飲食是指斐濟當地人的飲食習慣。斐濟人平時主要吃芋、块茎、椰子、海鲜、鸡肉、羊肉以及绿色蔬菜。印度移民來到斐濟定居時引入了稻。